# Follicolo ovarico

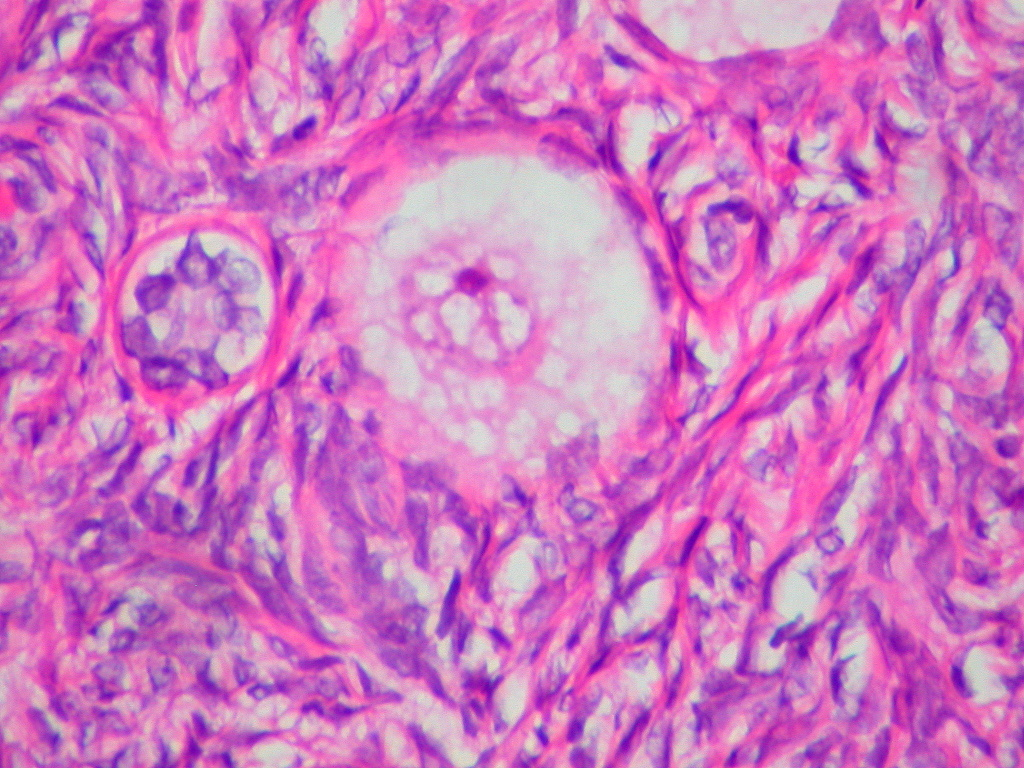
Follicolo ovarico umano

Il follicolo ovarico è un sistema costituito da un ovocita circondato da uno strato di cellule follicolari  piatte a loro volta circondate dalla propria membrana basale.
Questa struttura è l'unità funzionale dell'ovaio e sviluppa l’embrione.
Dopo la pubertà ogni giorno un piccolo numero di follicoli primordiali è stimolato a riprendere l'ovogenesi, entrando nella fase di accrescimento; nella donna, generalmente, soltanto uno di quelli inizialmente stimolati riuscirà a completarla fino all'ovulazione con l'espulsione dall'ovaio.
Il completamento dell'ovogenesi è un fenomeno ciclico detto ciclo ovarico.

## Sviluppo del follicolo nella specie umana
La maturazione dei follicoli viene definita follicologenesi. Essa può essere suddivisa in due fasi: follicologenesi pre-puberale e follicologenesi post-puberale.